# Якубін Олексій Леонідович
Олексій Якубін — (9 квітня 1984, Київ, УРСР) —український політолог, політтехнолог, кандидат політичних наук, старший викладач кафедри соціології факультету соціології та права Національного технічного університету України «Київський політехнічний інститут», член Міжнародної асоціації політичних наук (IPSA)

## Біографія
Олексій Леонідович Якубін народився в Києві в родині доцента кафедри філософії КПІ імені Ігоря Сікорського Леоніда Яковича Якубіна.
Закінчив музичну школу № 15 за класом бандури.
Навчався на Філософському факультеті в Київському національному університеті імені Тараса Шевченка з 2002 по 2007 рік.
У 2010-му в КНУ ім. Шевченка отримав звання кандидата політичних наук. Тема дисертації: «Евристичний потенціал методології політичного часу» (науковий керівник — професор, доктор філософських наук Петро Шляхтун).

## Громадська діяльність
Член Міжнародної асоціації політичних наук (IPSA), один з 8 політологів з України (2024). Член Соціологічної Асоціації України.
З 2012 — регулярно виступає на ТБ та радіо, як запрошений експерт із питань внутрішньої та зовнішньої політики, веде блоги як в українських так і світових медіа.
Один з авторів та ведучий YouTube-каналу "Найважливіші події".
З 2002 по 2006 рік працював в профспілці КНУ ім. Шевченка. Потім став главою Наукового товариства студентів та аспірантів (НТСА) філософського факультету в 2006 році. З 2008-го зайняв крісло глави Наукового товариства студентів та аспірантів КНУ.
Почесний член Наукового товариства студентів та аспірантів Київського національного університету імені Тараса Шевченка та Українського відділення Міжнародної асоціації студентів-політологів (IAPSS).

## Кар'єра
Працював в Управлінні міжнародного наукового співробітництва, КНУ ім. Шевченка в Києві, 2010—2011 роки.
З 2011 року викладає в Київському політехнічному інституті імені Ігоря Сікорського на факультеті соціології і права.
У різні роки викладав курс «Політична філософія» для бакалаврів, а також на магістерській програмі «Прикладна філософія» Філософсько факультету КНУ імені Тараса Шевченка.

## Нагороди та досягнення
- 2004 — переможець Всеукраїнської студентської олімпіади з політології[джерело?]
- 2005 — стипендіат Верховної Ради України[джерело?]

## Стажування та викладання
Стажувався та викладав у Інституті журналістики та політичних наук Варшавского університету, універстеті Адама Міцкевича у Познані (Польща), Віденському університет (Австрія), Інституті державної політики імені Лі Куана Ю Національного університету Сингапуру на навчальній програмі «Державне управління та лідерство в епоху проривних інноваці»

## Наукові праці

### Ювілейні видання
Один з 40 авторів книги «Сковорода і Ми» (2022), присвяченої до 300-річчя від дня народження українського філософа Григорія Сковороди, під редакцією Олеся Донія.
Збірка стала переможцем мистецького конкурсу, проведеного Міністерством культури та інформаційної політики і вийшла друком у видавництві «Саміт-Книга»..

### Навчально-методичні праці
- Соціологія модерну та модернізації [Електронний ресурс]: підручник для студ. спеціальності 054 «Соціологія», спеціалізації «Врегулювання конфліктів та медіація» / П. В. Кутуєв, А. В. Багінський, О. І. Василець, О.Л Якубін та інші; КПІ ім. Ігоря Сікорського. — Електронні текстові дані (1 файл: 3333 кбайт). — Київ: КПІ ім. Ігоря Сікорського, 2019. — 355 с.
- Теорія соціальних змін: сучасні соціологічні концептуалізації [Електронний ресурс]: навчальний посібник / П. В. Кутуєв, О. В. Богданова, М. І. Клименко, Т. В. Коломієць, О Л. Якубін [та ін.] ; НТУУ «КПІ ім. Ігоря Сікорського». — Електронні текстові данні (1 файл: 1,39 Мбайт). — Київ: НПУ ім. М. П. Драгоманова. — 2014. — 220 с

### Переклад з англійської мови
- Брайсон В. Гендер и политика времени. Феминистская теория и современные дискуссии [пер. с англ. Алексея Якубина]. — К. : Центр учебной литературы, 2011